# Tập đoàn FPT
Tập đoàn FPT (tiếng Anh: FPT Corporation), tên chính thức là Công ty Cổ phần FPT, được biết đến rộng rãi dưới cái tên FPT, là công ty thuộc top 20 doanh nghiệp tư nhân lớn nhất tại Việt Nam, với ba lĩnh vực kinh doanh cốt lõi gồm: Công nghệ, Viễn thông và Giáo dục.

## Lịch sử
Ngày 13 tháng 9 năm 1988, FPT được thành lập với tên gọi Công ty Công nghệ Thực phẩm hoạt động trong lĩnh vực công nghệ sấy, công nghệ thông tin, công nghệ tự động hóa. (Chữ gốc FPT ban đầu có nghĩa là The Food Processing Technology Company - Công ty Công nghệ Thực phẩm).
Ngày 27 tháng 10 năm 1990, được đổi tên thành The Corporation for Financing Promoting Technology - Công ty Đầu tư và Phát triển Công nghệ với hoạt động kinh doanh cốt lõi là CNTT.
Năm 1998, FPT trở thành 1 trong 4 nhà cung cấp dịch vụ Internet đầu tiên tại Việt Nam, tạo bước phát triển đột phá cho lĩnh vực này tại Việt Nam.
Tháng 4 năm 2002, FPT trở thành công ty cổ phần.
Ngày 8 tháng 9 năm 2006, Thủ tướng Chính phủ Việt Nam ký quyết định thành lập trường Đại học FPT trực thuộc Công ty FPT. Hiệu trưởng của trường là Tiến sĩ Lê Trường Tùng, còn Chủ tịch Hội đồng Quản trị là Phó giáo sư, Tiến sĩ Trương Gia Bình.
Ngày 24 tháng 10 năm 2006, FPT đã công bố quyết định phát hành thêm cổ phiếu cho hai nhà đầu tư chiến lược là Quỹ đầu tư Texas Pacific Group (TPG) và Intel Capital. FPT nhận được một khoản đầu tư là 36,5 triệu USD thông qua quỹ đầu tư TPG Ventures và Intel Capital.
Ngày 18 tháng 11 năm 2006, Tập đoàn Microsoft và công ty FPT ký thoả thuận liên minh chiến lược.
Ngày 13 tháng 12 năm 2006, cổ phiếu FPT lên sàn chứng khoán Thành phố Hồ Chí Minh (HoSE).
Ngày 25 tháng 12 năm 2006, Chủ tịch HĐQT Công ty FPT đã ký quyết hợp nhất các Công ty TNHH Hệ thống Thông tin FPT (FIS), Công ty TNHH Giải pháp Phần mềm FPT (FSS) và Trung tâm dịch vụ ERP (FES) kể từ ngày 01/01/2007. Công ty hợp nhất có tên là Công ty TNHH Hệ thống Thông tin FPT.
Ngày 1 tháng 1 năm 2007, FPT thành lập Công ty TNHH Bán lẻ FPT với mô hình Công ty TNHH một thành viên.
Ngày 13 tháng 3 năm 2007, thành lập Công ty Cổ phần Quảng cáo FPT (FPT Promo JSC) và Công ty TNHH Phần mềm Châu Á Thái Bình Dương đặt tại Singapore (FAPAC).
Ngày 19 tháng 12 năm 2008, Công ty FPT công bố được chấp thuận đổi tên từ "Công ty Cổ phần Phát triển và Đầu tư Công nghệ" thành "Công ty Cổ phần FPT" viết tắt là "FPT Corporation".
Ngày 24 tháng 12 năm 2008, Công ty FPT công bố quyết định bổ nhiệm Tổng Giám đốc mới là ông Nguyễn Thành Nam thay ông Trương Gia Bình. Ông Nam là thành viên sáng lập Công ty FPT, Chủ tịch HĐQT của Công ty Phần mềm FPT (FSOFT).
Tháng 2 năm 2011, Hội đồng Quản trị Công ty FPT có nghị quyết bổ nhiệm ông Trương Đình Anh làm Tổng giám đốc thay thế cho ông Nguyễn Thành Nam.
Ngày 31 tháng 7 năm 2013, Hội đồng Quản trị Công ty FPT FPT đã thông qua nghị quyết bổ nhiệm ông Bùi Quang Ngọc, Tiến sĩ về cơ sở dữ liệu, làm Tổng Giám đốc FPT thay thế ông Trương Đình Anh. Ông Ngọc là một trong các thành viên sáng lập và hiện là Phó Chủ tịch Hội đồng Quản trị FPT.
Năm 2014, FPT là công ty CNTT đầu tiên của Việt Nam mua lại 1 công ty CNTT nước ngoài, RWE IT Slovakia (đơn vị thành viên của Tập đoàn năng lượng hàng đầu châu Âu, RWE).
Tháng 8 năm 2017, FPT chuyển nhượng 30% vốn tại Công ty Cổ phần Bán lẻ kỹ thuật số FPT (FPT Retail) cho Vina Capital và Dragon Capital, giảm tỷ lệ sở hữu của Công ty tại FPT Retail xuống còn 55%.
Tháng 9 năm 2017, FPT chuyển nhượng 47% vốn tại Công ty Cổ phần Thương mại FPT (FPT Trading) cho Tập đoàn Synnex (Đài Loan), giảm tỷ lệ sở hữu của Công ty tại FPT Retail xuống còn 48%.
Tháng 7 năm 2018, FPT mua 90% cổ phần của Intellinet Consulting (Intellinet), một trong những công ty tư vấn công nghệ có tốc độ tăng trưởng nhanh nhất tại Mỹ.
Tháng 3 năm 2019, FPT đã bổ nhiệm ông Nguyễn Văn Khoa - Phó Tổng Giám đốc FPT kiêm Tổng Giám đốc Công ty TNHH Hệ thống Thông tin FPT - đảm trách vị trí Tổng Giám đốc FPT, thay thế ông Bùi Quang Ngọc hết nhiệm kỳ.
Tháng 6 năm 2020, FPT ký kết thỏa thuận hợp tác chiến lược với Viện nghiên cứu trí tuệ nhân tạo hàng đầu thế giới Mila, mở ra cơ hội cọ xát, nâng cao năng lực công nghệ cho cộng đồng công nghệ trẻ của Việt Nam.
Tháng 5 năm 2021, FPT đầu tư chiến lược vào nền tảng quản trị doanh nghiệp số 1 Việt Nam - Base.vn thúc đẩy chuyển đổi số doanh nghiệp SMEs.
Tháng 7 năm 2021, FPT mua công ty Intertec International - doanh nghiệp cung cấp dịch vụ công nghệ thông tin có hơn 20 năm kinh nghiệm ở châu Mỹ Latinh.
Tháng 8 năm 2021, FPT khởi xướng chương trình FPT eCovax - Vaccine số cho doanh nghiệp, hỗ trợ hơn 3.000 doanh nghiệp vận hành, kinh doanh không gián đoạn và tăng trưởng bứt phá trong bình thường xanh.
Tháng 9 năm 2021, ông Trương Gia Bình, Chủ tịch Hội đồng Quản trị Tập đoàn FPT đã khởi xướng ý tưởng xây dựng một ngôi trường dành cho các em nhỏ mất cha, mẹ do dịch COVID-19. Tròn một năm sau, Trường Hy Vọng (tại quận Ngũ Hành Sơn, TP. Đà Nẵng) đón nhận 200 học sinh đầu tiên trong năm học 2022-2023.
Tháng 5 năm 2022, FPT tổ chức khởi công xây dựng Tổ hợp giáo dục FPT UniSchool Hà Nam - cơ sở tập trung đào tạo các cấp học từ phổ thông đến cao đẳng với quy mô đào tạo 10.000 người theo học, nâng tổng số cơ sở đào tạo tại 14 tỉnh, thành phố.
Bằng việc mở thêm văn phòng thứ hai tại New York vào tháng 5 năm 2022 và khai trương văn phòng đại diện đầu tiên ở Bắc Âu tại Copenhagen, Đan Mạch vào tháng 9 năm 2022, FPT đã tăng cường sự hiện diện tại 27 quốc gia trên thế giới.
Tháng 9 năm 2022, Phó Thủ tướng Chính phủ Singapore Heng Swee Keat thăm FPT Software (Công ty thành viên của Tập đoàn FPT), đẩy mạnh hoạt động liên kết, hợp tác giữa các doanh nghiệp khu vực tư nhân giữa Việt Nam và Singapore.
Tháng 10 năm 2022,  FPT trở Thành Cổ Đông Chiến Lược Của LTS, Inc. - công ty trong Top 20 công ty tư vấn, quản trị kinh doanh và chuyển đổi số tại Nhật với hơn 20 năm kinh nghiệm.
Năm 2023, FPT tiến hành 04 thương vụ M&A và đầu tư chiến lược vào các công ty: Intertec International (Mỹ), Cardinal Peak (Bắc Mỹ), AOSIS (Pháp), Landing AI (Mỹ); Khai mở loạt cơ hội hợp tác quốc tế trong ngành bán dẫn với các tập đoàn công nghệ lớn của Mỹ: Silvaco và TreSemi, đồng thời nhận đơn đặt hàng 70 triệu đơn vị chíp bán dẫn.
Tháng 12 năm 2023, FPT thành lập FPT Automotive – Công ty chuyên về dịch vụ và sản phẩm phần mềm cho ngành công nghiệp ô tô.

## Cơ cấu tổ chức
FPT có hệ thống văn phòng tại 30 quốc gia trên thế giới, và hạ tầng viễn thông phủ khắp 34 tỉnh, thành phố tại Việt Nam. Công ty đặt trụ sở chính tại Tòa nhà FPT, số 10 Phố Phạm Văn Bạch, Phuờng Cầu Giấy, Thành phố Hà Nội, với 8 công ty thành viên và 2 công ty liên kết.
8 Công ty thành viên:
- Công ty TNHH Phần mềm FPT (FPT Software)
- Công ty TNHH FPT IS (FPT IS)
- Công ty Cổ phần Viễn thông FPT (FPT Telecom)
- Công ty Cổ phần Dịch vụ Trực tuyến FPT (FPT Online)
- Công ty TNHH Giáo dục FPT (FPT Education)
- Công ty TNHH Đầu tư FPT (FPT Investment)
- Công ty TNHH FPT Smart Cloud (FPT Smart Cloud)
- Công ty TNHH FPT Digital (FPT Digital)

2 Công ty liên kết:
- Công ty Cổ phần Synnex FPT (Synnex FPT)
- Công ty Cổ phần Bán lẻ Kỹ thuật số FPT (FPT Retail)

## Lĩnh vực hoạt động chính của FPT
- Công nghệ: bao gồm Tư vấn chuyển đổi số; Phát triển phần mềm; Tích hợp hệ thống; và Dịch vụ CNTT.
- Viễn thông: bao gồm Dịch vụ viễn thông; Truyền hình và Nội dung số
- Giáo dục: Giáo dục phổ thông, giáo dục nghề nghiệp và giáo dục đại học.

## Thành tựu

### Tại Việt Nam
- Huân chương Lao động hạng Nhất (1998-2002) nhận năm 2003[23]
- Anh hùng lực lượng vũ trang nhân dân (1998)
- Top 500 doanh nghiệp lớn nhất Việt Nam theo bảng xếp hạng VNR500 (Từ năm 2007 tới 2021)[24]
- Top 20 doanh nghiệp tư nhân lớn nhất Việt Nam theo bảng xếp hạng VNR500 (Từ năm 2007 tới 2021)[25]
- Top 50 thương hiệu công ty có giá trị nhất Việt Nam (Từ năm 2015 tới 2021)[26]
- Số 1 tại Việt Nam cả về doanh thu và nhân lực trong lĩnh vực tích hợp hệ thống; cung cấp dich vụ CNTT, quảng cáo trực tuyến, phân phối sản phẩm công nghệ[27]
- Số 2 tại Việt Nam về dịch vụ truy nhập internet băng rộng cố định (Sách trắng CNTT – TT Việt Nam do Bộ Thông tin Truyền thông phát hành năm 2014)[28]
- FPT đạt danh hiệu #1 Nơi làm việc tốt nhất trong ngành CNTT/Phần mềm & Ứng dụng/Thương mại điện tử, đồng thời nằm trong Top 50 Doanh nghiệp Việt có Thương hiệu nhà tuyển dụng hấp dẫn năm 2021[29]
- Các sản phẩm 'Made by FPT' được vinh danh Sao Khuê (từ năm 2015 tới 2022)[30]
- FPT được Forbes Việt Nam vinh danh trong Top 50 Công Ty Niêm Yết Tốt Nhất (Từ năm 2012 tới 2022)[31]
- FPT IS cung cấp dịch vụ chứng thực hợp đồng điện tử[32]
- FPT nằm trong top 3 doanh nghiệp nhóm vốn hóa lớn có hoạt động IR được nhà đầu tư yêu thích nhất và top 3 doanh nghiệp nhóm vốn hóa lớn có hoạt động IR được định chế tài chính đánh giá cao nhất (Năm 2022)[33]
- FPT được vinh danh Top 50 Công ty niêm yết tốt nhất trong hơn 1 thập kỷ của Forbes Việt Nam (Năm 2023) [34]
- FPT được Great Place to Work là nơi làm việc xuất sắc 2023 - 2024[35]
- FPT được vinh danh trong Top 10 doanh nghiệp nhóm vốn hóa lớn có Quản trị công ty tốt nhất năm 2023 của HoSE [36]

### Trên thế giới
- FPT nằm trong Top 100 nhà cung cấp dịch vụ ủy thác (IAOP) (năm 2014)
- FPT nằm trong Top 300 công ty châu Á có hoạt động kinh doanh tốt nhất (năm 2015)
- FPT nằm trong Top 130 công ty có môi trường làm việc tốt nhất khu vực châu Á (năm 2018)
- FPT được AsiaMoney vinh danh là công ty nổi bật nhất tại Việt Nam trong lĩnh vực công nghệ thông tin và Dịch vụ viễn thông (Năm 2021 và 2022) [37]
- Doanh nghiệp Việt Nam duy nhất được vinh danh ở hạng mục Doanh nghiệp Ứng phó Covid-19 hiệu quả nhất (Most Valuable Corporate Response) theo Stevie® Award.[38]
- Đại học FPT là đại học đầu tiên của Việt Nam được QS, tổ chức xếp hạng ĐH uy tín hàng đầu thế giới, xếp hạng 3 sao trong 3 kỳ liên tiếp.[39]
- FPT Smart Cloud và Hệ thống Giáo dục trực tuyến VioEdu - Công ty Hệ thống Thông tin FPT được vinh danh tại lễ trao giải thưởng ASOCIO 2023.
- FPT được vinh danh ở hai hạng mục gồm "Doanh nghiệp CSR tiêu biểu của Việt Nam" và "Hoạt động cộng đồng ấn tượng nhất toàn cầu" tại Global CSR & ESG Summit and Awards 2023[40]

## Tổng quan về nguồn nhân lực của công ty FPT
- Nhà thuốc Long Châu, thương hiệu trực thuộc Công ty cổ phần bán lẻ kỹ thuật số FPT – thành viên Tập đoàn FPT.
- FPT Shop, thương hiệu trực thuộc Công ty cổ phần bán lẻ kỹ thuật số FPT – thành viên Tập đoàn FPT.